# Олійник Ганна Петрівна
Ганна Петрівна Олі́йник (2 липня 1924, Великий Острожок — 25 квітня 2022) — українська художниця; член Спілки радянських художників України з 1977 року.

## Життєпис
Народилася 2 липня 1924 року с селі Великому Острожку (нині Хмільницький район Вінницької області, Україна). З 1930 року мешкала у Запоріжжі, де у 1941 році закінчила середню школу та студію образотворчого мистецтва.
З 1941 по 1944 рік проживала на станції Попова. У 1944 році за направленням міського комітету комсомолу вперше відвідала Крим, де познайомилася з майбутнім чоловіком. У зв'язку із заміжжям переїхала до Алупки, де почала професійно займатися живописом, брала уроки у художника Віктора Фербера, який у 1948 році запросив її працювати в «творчі майстерні» Ялти. З 1950 року працювала в майстернях «Товариства художників Ялти».
З 1968 року відвідувала всесоюзні і зарубіжні пленери у Седневі, Чернігові, Паланзі, Пловдиві, Дубровнику. Понад 50 років пропрацювала у Ялтинській організації Спілки художників України.
Мешкала в Ялті в будинку на вулиці Єкатеринській, № 10, квартира № 11. Померла 25 квітня 2022 року.

## Творчість
Працювала у галузі станкового живопису, майстер натюрморту і пейзажу. Серед робіт:
- «Жасмин» (1970);
- «Натюрморт з геранню» (1976);
- «Бузок» (1977);
- «Польові квіти» (1978);
- «Квітень» (1979);
- «Гурзуф» (1992);
- «Троянди» (2000);
- «Осінь» (2020);
- «Перший сніг» (2020).

Брала участь у міських, обласних, республіканських, всесоюзних і закордонних виставках з 1960-х років. Роботи знаходяться:
- у музеях: Українського мистецтва у місті Ніагара-Фолс в Канаді, Будинку-музеї Антона Чехова в Ялті, Ялтинському історико-літературному музеї, Воронцовському палаці в Алупці, Лівадійському палаці, Художньому музеї імені Куїнджі в Маріуполі, Севастопольському художньому музеї, Національному художньому музеї України у Києві, Фонді сучасного мистецтва «Europa City» у Вільнюсі, Будинку-музеї Максиміліана Волошина в Коктебелі, Музеї Марини і Анастасії Цвєтаєвих у Феодосії, Літературно-художньому музеї у Старому Криму;
- приватних збірках в Україні, Росії, Казахстані, Литві, Польщі, Німеччині, Англії, Франції, Швеції, Норвегії, Ізраїлі, Японії, Сполучених Штатах Америки, Чехії, Словаччині, країнах колишньої Югославії[1].

## Відзнаки
- Медаль Архипа Куїнжі (1973);
- Медаль «Ветеран праці» (1980)[3];
- Заслужений художник Автономної Республіки Крим з 2004 року;
- Лауреат конкурсу «Громадське визнання Ялти» (2005)[1];
- Лауреат премії імені Антона Чехова (2008)[1];
- Срібна медаль «За майстерність» Міжнародного фонду «Культурне надбання» (Санкт-Петербург, 2010)[1];
- Почесний громадянин Ялти (2017)[3].